# Résolution 1467 du Conseil de sécurité des Nations unies
Membres permanents
- Chine
- États-Unis
- France
- Royaume-Uni
- Russie

Membres non permanents
- Allemagne
- Angola
- Bulgarie
- Chili
- Cameroun
- Espagne
- Guinée
- Mexique
- Pakistan
- Syrie

Résolution no 1466 Résolution no 1468
La Résolution 1467 du Conseil de sécurité des Nations Unies, adoptée à l'unanimité le 18 mars 2003. Le Conseil de sécurité, après avoir exprimé sa préoccupation face à la situation en Afrique de l'Ouest, a adopté une déclaration concernant la prolifération des armes et des activités de mercenariat en Afrique de l'Ouest. 
La déclaration a été adoptée après une journée de réunion de haut niveau à laquelle ont participé plus de 20 intervenants et présidée par François Lonseny Fall, le ministre des Affaires étrangères de la Guinée. 

## Déclaration
Le Conseil de sécurité a commencé par exprimer sa préoccupation et condamner la prolifération des armes légères et de petit calibre, ainsi que les activités des mercenaires en Afrique de l'Ouest, qui contribuent aux violations des droits de l'homme et du droit international humanitaire. Le Conseil invite instamment à ce que les mesures adoptées au niveau national pour lutter contre le problème dans la région soient mises en œuvre, et à une plus grande coopération entre les États afin de prévenir le trafic d'armes illégal et les activités mercenaires.
Les États d’Afrique de l’Ouest ont été invités à envisager les mesures suivantes pour contribuer à la mise en œuvre du moratoire sur les armes légères de la Communauté économique des États de l’Afrique de l’Ouest (CEDEAO) :
(a) étendre le moratoire pour inclure un système d’échange d’informations ;
(b) accroître la transparence dans le domaine des armements à travers un registre de la CEDEAO enregistrant les inventaires nationaux d'armes ;
(c) renforcer les commissions nationales chargées de surveiller la mise en œuvre du moratoire ;
(d) renforcer les capacités du Secrétariat de la CEDEAO ;
(e) l'informatisation des listes d'immatriculation des aéronefs pour assurer une meilleure surveillance de l'espace aérien ;
f) introduire des certificats d'utilisateur final standardisés pour les armes importées.
La déclaration exprime également sa préoccupation face aux violations des embargos sur les armes en Afrique de l'Ouest et aux liens entre ces violations, le trafic illégal d'armes et les activités de mercenariat. Il est donc nécessaire de sensibiliser la population de la sous-région aux dangers du trafic d’armes et des activités des mercenaires. Le Conseil a demandé aux États de la CEDEAO de soumettre au Secrétaire général Kofi Annan des rapports sur les mesures prises pour mettre en œuvre le programme d'action des Nations Unies sur les armes légères. Faisant appel à la communauté des donateurs, la résolution appelle à aider les États d'Afrique de l'Ouest à mettre en œuvre de telles mesures.
Le Conseil a en outre appelé les pays d'Afrique de l'Ouest à reconnaître l'importance du désarmement, de la démobilisation et de la réintégration dans les situations post-conflit et à cesser de soutenir les groupes armés dans les pays voisins. Les pays producteurs d'armes ont été invités à renforcer les réglementations et les procédures relatives aux transferts d'armes vers l'Afrique de l'Ouest. Enfin, la déclaration appelle à nouveau les organisations régionales et sous-régionales à élaborer des politiques en faveur des enfants touchés par la guerre..

## Voir également
- Histoire de l'Afrique de l'Ouest
- Guerre civile ivoirienne
- Deuxième guerre civile libérienne
- Guerre civile sierra-léonaise